# Кулеші (Вілейський район)
Кулеші (біл. вёска Куляшы) — село в складі Вілейського району Мінської області, Білорусь. Село підпорядковане Хотеньчицькій сільській раді, розташоване в північній частині області.

## Історія
У 1921–1945 роках село знаходилось у Польщі, у Вільнюській губернії, Вілейського повіту, гміні Хотеньчиці.

## Населення
- 1866 рік - 74 люди, 9 будинки[1]
- 1921 рік - 84 люди, 15 будинки[2].
- 1931 рік - 98 люди, 16 будинки[3].